# Nipponomyia symphyletes
Nipponomyia symphyletes is een tweevleugelige uit de familie Pediciidae. De soort komt voor in het Oriëntaals gebied.